# Gilles-Louis Chrétien
Pour les articles homonymes, voir Chrétien (homonymie).
Gilles-Louis Chrétien, né le 5 février 1754 à Versailles et mort le 4 mars 1811 à Paris, est un violoncelliste et l'inventeur du physionotrace, nouveau procédé mécanique pour l'exécution des portraits. 

## Biographie
Chrétien était, de son état, violoncelliste dans les concerts de la cour de Versailles. En 1787, il inventa le physionotrace et l’employa, dès 1788, à l’exécution des portraits à Paris. Il s’était associé, en avril 1788, pour son exploitation, le peintre en miniature, Quenedey, installé au 45 rue des Bons-Enfants à Paris. Celui-ci recevait les clients et manipulait le physionotrace, exécutant les grands traits ; il réduisait et parachevait les dessins, à l’aide de ce procédé mécanique : le portrait était fait de profil, de grandeur naturelle, en quatre ou cinq minutes, avant d’être ensuite réduit à la grandeur de 18 lignes, puis Quenedey le gravait à la pointe, sur du fer blanc à l’origine, et sur cuivre dans la suite. Douze épreuves de ces portraits avec la planche étaient fournis pour 24 livres que Quenedey adressait à Versailles à Chrétien.
Au mois de décembre 1789, Chrétien et Quenedey, rendirent publiques, par une lettre communiquée au Journal de Paris, leurs dissensions, avant de se séparer et de continuer tous deux à exécuter des portraits au physionotrace. Après cette séparation d’avec Quenedey, Chrétien s’adjoignit Fouquet et Fournier pour graver ses portraits, et s’établit rue Saint-Honoré, no 8 45 et 133, vis-à-vis l’Oratoire.

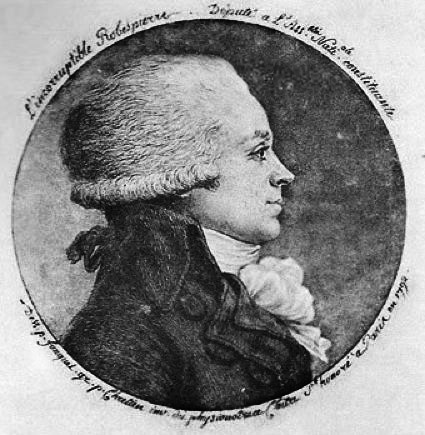
Physionotrace de Maximilien Robespierre par Gilles-Louis Chrétien et Jean-Baptiste Fouquet, 1792.

On vit, au Salon de 1793, cent épreuves de différents portraits en profils, dessinés par Fouquet, peintre en miniature, et gravés par Chrétien ; au Salon de l’an IV, douze cadres, contenant chacun cinquante portraits… 
Avec la Révolution et la suppression des orchestres royaux, Chrétien, ayant besoin de gagner sa vie, s’installe à son compte, le 18 aout 1789. Il travaille seul jusqu’en octobre puis s’associe à Fouquet(Cloître Saint-Honoré, passage Saint-Honoré et cour Saint-Honoré). Cette association durera jusqu’en 1798 et Chrétien travaille ensuite à nouveau seul.
En 1807, il devint musicien de Napoléon Ier. Il fit représenter un opéra et écrivit un livre, La Musique considérée comme science naturelle (Paris, chez l’auteur et Michaud, 1811), avec des planches, qu’il grava lui-même en 1811, année de sa mort.
Après la mort de Chrétien, qui avait épousé en juin 1792  Agathe-Louise-Pelouse Clairefontaine, un peintre en miniature, Étienne Bouchardy, dont l’atelier était au Palais-Royal, no 82, se qualifia « successeur de Chrétien, inventeur du physionotrace, » et plus tard, probablement par suite d’une convention avec les héritiers Quenedey, « de successeur de Quenedey et de Chrétien pour l’exploitation du procédé du physionotrace », mais le gout avait changé : la lithographie, qui était survenue, accapara bientôt la clientèle du portrait et des amateurs pour disparaitre à son tour, comme le physionotrace, devant le daguerréotype et la photographie.
Le musée du Nouveau Monde de La Rochelle, compte ainsi parmi sa collection deux portraits réalisés par lui. D'une part, le portrait présumé de Julie Catherine laval épouse Fleuriau de Touchelongue, et le portrait d'Aimé Paul Fleuriau de Touchelongue d'autre part. 

## Référence
1. 1 2 3 4 5 6 7 8  Alfred Begis, L’Intermédiaire des chercheurs et curieux, Paris, Intermédiaire des chercheurs et curieux, 1892, xxve année, no 569 (lire en ligne).
2. ↑  C’est pour cette raison que certains dictionnaires biographiques ont attribué, à tort, à Quenedey, voire à Bouchardy l’invention du physionotrace, dont l’honneur appartient bien à Chrétien.
3. 1 2  Jules Renouvier, Histoire de l’art pendant la Révolution considéré principalement dans les estampes, Paris, Vve Jules Renouard, 1863, 595 p. (lire en ligne), p. 367-8.
4. ↑  Jean ou Jean-Baptiste Fouquet (v. 1761, Verdun-1799) : élève à l’Académie des Beaux-Arts entre 1776 et 1781. Miniaturiste, il remplaça Quenedey auprès de Chrétien en 1792 jusqu’en 1798.
5. ↑  « Portrait présumé de Julie Catherine laval épouse Fleuriau de Touchelongue », sur Alienor.org, 24 septembre 2021
6. ↑  « Portrait d'Aimé Paul Fleuriau de Touchelongue », sur Alienor.org, 24 septembre 2021